# Industrie cotonnière du Maroc
L’Industrie cotonnière du Maroc (ICOMA) est une usine marocaine créée en février 1946 par le groupe de textile français Sheiffer.

## Description
À la fin de années 60, il y a eu les premières insertions des cadres marocains au sein de la société, et cette marocanisation s’était complétée en 1974 quand la société fut achetée par Mohamed Mekouar, Hassan Mekouar et El Arbi Benamour. À cette époque ICOMA produisait 5 millions de mètres par an de tissu sportswear, flat de velours. 
Dès 1976, il y a lancement des gammes Denim avec une évolution constante et sa production atteignit les 10 millions de mètres par an.
Aujourd’hui ICOMA commercialise plus de 15 millions de mètres de tissu basé sur trois lignes de produits : le denim, le sportswear et les tissus techniques et administratifs. L'usine produit 6 à 7 millions de mètres carrés de tissu par an.